# Armand Bernard (peintre)
Pour les articles homonymes, voir Armand Bernard (homonymie) et Bernard.
Armand Bernard est un peintre français (20 avril 1829 à Cormatin - 4 mars 1894 à Paris), spécialisé dans les paysages historiques pour lesquels il a obtenu un prix de Rome en 1854.

## Biographie
Né en Saône-et-Loire, il vit à Tournus puis à Lyon où il s'inscrit à l'école des beaux-arts en 1843. Il y suit l'enseignement de Claude Bonnefond jusqu'en 1848. Il y remporte plusieurs prix pour ses paysages et expose au salon de Lyon jusqu'en 1853. Cette année-là, il gagne Paris où il s'inscrit à l'école des beaux-arts et plus particulièrement à l'atelier d'Hippolyte Flandrin et de son frère Paul Jean Flandrin, tous deux d'origine lyonnaise. Tout en s'exerçant à peindre en forêt de Fontainebleau, il remporte en 1854 le prix de Rome dans la catégorie du paysage historique sur le sujet Lycidas et Méris. Il réside à l'académie de France à Rome de 1855 à 1857. 

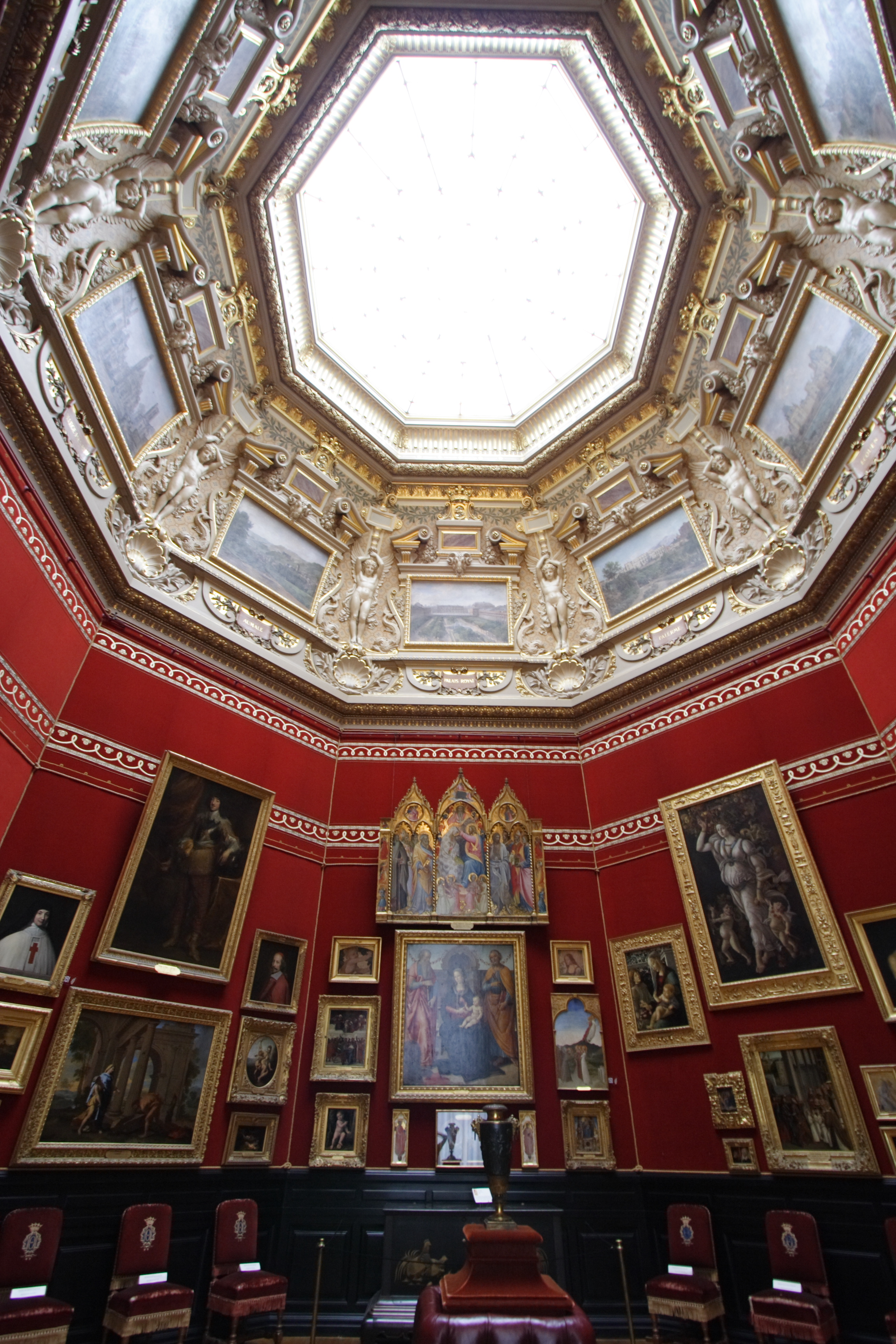
Les peintures de Bernard pour la tribune du musée Condé, en partie haute.

De retour en France, il participe à la réalisation de panoramas installés à Paris par Jean-Charles Langlois, dont celui de Sébastopol (1860) et de Solférino (1863). Il expose régulièrement aux salons parisiens et donne des cours de dessins. Il obtiendra une commande de la part du duc d'Aumale pour décorer les parties hautes de la Tribune du château de Chantilly en 1879. Il réalise par ailleurs d'autres commandes pour le duc. Il meurt à l'âge de 64 ans.

## Œuvres principales
- Vue de l'Arricia, musée du Monastère royal de Brou à Bourg-en-Bresse
- Le Mont Aiguille, Isère, Musée d'art contemporain et d'art régional du Château d'Annecy (propriété du Fonds National d'Art Conptemporain)
- La fuite de Néron, Musée Hèbre de Saint-Clément à Rochefort (Charente-Maritime)
- Campagne à la sortie du village de Norma, Musée Ingres de Montauban
- Les environs de Norma, campagne romaine, 1872, Musée des Ursulines à Mâcon[1]
- Huit paysages de lieux en lien avec la vie du duc d'Aumale, 1880-1882, voussures de la tribune du Musée Condé, Chantilly[2].
- Quatre copies des Actions de Monsieur le Prince de Sauveur Le Conte, 1888-1889, Musée Condé